# Jalkovec
Jalkovec är en ort i Kroatien.   Den ligger i länet Varaždin, i den nordöstra delen av landet, 60 km nordost om huvudstaden Zagreb. Jalkovec ligger 169 meter över havet och antalet invånare är 1 300.
Terrängen runt Jalkovec är huvudsakligen platt, men söderut är den kuperad. Runt Jalkovec är det ganska tätbefolkat, med 160 invånare per kvadratkilometer. Närmaste större samhälle är Varaždin, 3,0 km nordost om Jalkovec. Trakten runt Jalkovec består till största delen av jordbruksmark.